# Dalai
Dalai (en rus: Далай) és un poble del krai de Krasnoiarsk, a Rússia, que en el cens del 2010 tenia 476 habitants. Pertany al districte d'Ilanski.